# Vedelhac e Ainat
Vedelhac e Ainat (francès Bédeilhac-et-Aynat) és un municipi francès del departament de l'Arieja i la regió d'Occitània.